# Ходув (Малопольское воеводство)
Хо́дув (пол. Chodów) — село в Польше в сельской гмине Харшница Мехувского повета Малопольского воеводства.
Село располагается в 4 км от административного центра гмины села Мехув-Харшница, в 6 км от административного центра повета города Мехув и в 36 км от административного центра воеводства города Краков.

## История
Первые письменные свидетельства о селе относятся к документу начала XIII века, в котором село упоминается как филиал мехувского прихода. В 1336 году владельцем села был сандомирский хорунжий Завиша, который получил от польского короля Казимира Великого привилей на управление селом. Этот привилей был повторён в 1363 году и продолжался до того, как село стало собственностью сондецкого кастеляна Креслава. Краковский епископ Завиша из Курозвенка, который был братом Креслава, построил в селе деревянную церковь. В 1404 году Ходув за 1400 гривен серебра купили монахи из ордена Гроба Господнего Иерусалимского.
В 1619 году в селе была построена новая деревянная церковь, которая заменила сгоревший первый храм. В 1716 году был построен новый храм. Во время раздела Польши приход в селе не действовал в течение 80 лет. В 1931 году после того, как сельский храм сгорел, в селе началось строительство каменной церкви святого Иоанна, которое завершилось в 1938 году.
До 1954 года село было административным центром одноимённой гмины. В 1975—1998 годах село входило в состав Келецкое воеводства.

## Известные уроженцы
- Мачеек, Владислав (1920—1991) — польский писатель, журналист.